# エチルトリフルオロメチルアミノインダン
エチルトリフルオロメチルアミノインダン(N-Ethyl-5-trifluoromethyl-2-aminoindane, ETAI)は、エンタクトゲンの効果を持つと考えられている向精神薬、研究用試薬である。選択的セロトニン放出薬として作用する。ETAIは、フェンフルラミンのアミノインダンアナログであり、神経毒性は約50%である。